# بشير شاه
بشير شاه (6 أبريل 1983 في باكستان - ) هو لاعب كريكت دانمركي. شارك مع منتخب الدنمارك الوطني للكريكت.

## وصلات خارجية
- بشير شاه على موقع إي آس بي آن كريك إنفو (الإنجليزية)